# Proneomenia acuminata
Proneomenia acuminata är en blötdjursart som beskrevs av Heath 1918. Proneomenia acuminata ingår i släktet Proneomenia och familjen Proneomeniidae. Inga underarter finns listade i Catalogue of Life.